# Raoul Ier de Brienne
Pour les autres membres de la famille, voir Maison de Brienne.
Pour les articles homonymes, voir Brienne.
Pour l’article homonyme, voir Raoul II de Brienne pour son fils homonyme qui fut aussi connétable de France.
Raoul Ier de Brienne († 19 janvier 1345 n.s. à Paris), fils de Jean III de Brienne, et de Jeanne de Guînes, comte d'Eu et de Guînes connétable de France.

## Biographie
Raoul comte d'Eu et de Guînes, connétable de France, participe en 1334 à une coalition de plusieurs seigneurs dont Louis Ier de Flandre, comte de Flandre, contre Jean III de Brabant, duc de Brabant et de Limbourg.
Raoul Ier de Brienne trouve la mort au cours d'un tournoi donné en l'honneur du mariage de Philippe d'Orléans et de Blanche de France. Son fils Raoul II lui succède.

## Mariage et descendance
Raoul Ier de Brienne épouse Jeanne de Mello, dame de Lormes et de Château-Chinon, fille de Dreux VI (IV ou V) de Mello-St-Bris (?-1317/1323 ; sire de Lormes et Château-Chinon) et de Jeanne de Toucy, fille d'Othon de Toucy, amiral de France. De ce mariage naîtront :
- Raoul II de Brienne, comte d'Eu et de Guînes, connétable de France ;
- Jeanne de Brienne, épouse en 1344 de Gautier VI de Brienne, duc titulaire d'Athènes, connétable de France (tué à Poitiers en 1356), puis en 1358 de Louis d'Évreux, comte d'Étampes ;
- Marie de Brienne.

En 1331, Philippe VI de Valois, roi de France, déclare que la comtesse d'Eu et de Guînes, a renoncé en faveur de Guillaume Ier de Coucy, à ses droits sur la succession de la dame de Malines, leur commune parente (la dame de Malines était Alix de Guînes, fille d'Arnould III de Guînes, épouse du seigneur de Malines ; Arnould III de Guînes était l'arrière-grand-père de Raoul Ier de Brienne, époux de la comtesse d'Eu et de Guînes; il était également le grand-père de Guillaume Ier de Coucy, qui était donc un plus proche parent de la dite Alix que l'épouse de Raoul de Brienne).